# Evodoula
Evodoula es una comuna camerunesa perteneciente al departamento de Lekié de la región del Centro.
En 2005 tiene 18 899 habitantes, de los que 2236 viven en la capital comunal homónima.
Se ubica unos 40 km al noroeste de la capital nacional Yaundé.

## Localidades
Comprende la ciudad de Evodoula y las siguientes localidades:
| - Ekol - Elah - Elig Zogo - Enoh - Etok - Eyen-Meyong - Kalngaha - Komo - Mbel-Bikol | - Meyos - Minwoho - Ngbabang I - Ngbabang II - Ngbabang III - Ngobo - Nguesse - Nkod Abel - Nkol Abang | - Nkol Assa I - Nkol Assa II - Nkol Meyos I - Nkol Meyos II - Nkol Nguélé - Nkol Ohandja - Nkol Seng - Nkolakok - Nkolkougda I | - Nkolkougda II - Nlong Menang - Nloudou - Ntouda - Okok I - Okok II - Pobo - Pongsolo |